# Polany Surowiczne

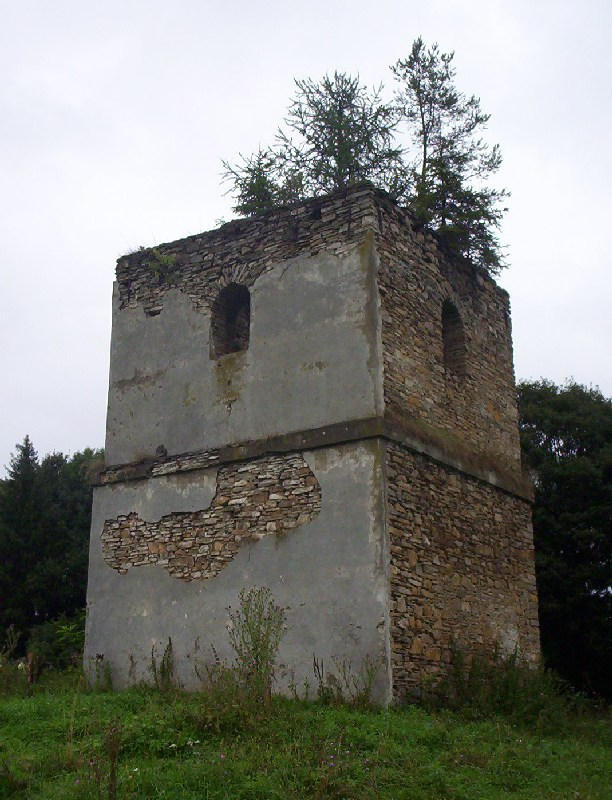
Ruiny dzwonnicy przed jej odbudową zakończoną w 2022 roku

Polany Surowiczne – wieś w Polsce położona w województwie podkarpackim, w powiecie krośnieńskim, w gminie Jaśliska.
Do 31 grudnia 2016 miejscowość należała do gminy Komańcza w powiecie sanockim w tymże województwie.

## Położenie
Polany Surowiczne leżą w dolinie Potoku Surowicznego, lewobrzeżnego dopływu Wisłoka, u stóp góry Polańskiej. Na południu graniczą z Wolą Niżną i Surowicą, a na wschodzie z Darowem.

## Historia
Wieś powstała prawdopodobnie w XV w., była wówczas wykorzystywana jako pastwiska przez mieszkańców istniejącej od XIV w. sąsiedniej Surowicy. W dokumentach pojawia się 22 czerwca 1549 r. jako Potok Surowiczny, kiedy to przywilej osadczy dla wsi otrzymał od kasztelana sanockiego Iwan z Surowicy. Wieś prawa wołoskiego w latach 1501-1550, położona w ziemi sanockiej województwa ruskiego. 15 kwietnia 1690 założono tu parafię pw. św. Michała Archanioła, należącą do diecezji przemyskiej, dekanatu jasielskiego. Pierwsze zapisy budowie cerkwi pochodzą z roku 1728. W ostatnich latach XIX w. wieś liczyła 101 domów i 665 osób, prawie wyłącznie Łemków (w końcu lat 30. XX wieku – ponad 1000 mieszkańców).
W 1911 właścicielem tabularnym był Józef Mikołaj Potocki, posiadający 179 ha.
We wrześniu 1944 podczas operacji dukielsko-preszowskiej we wsi stacjonowała niemiecka 68 Dywizja Piechoty (XXIV. Korpus Pancerny) broniąca pozycji przed nacierającym od wschodu radzieckim 67 Korpusem piechoty oraz 167 i 129 Korpusem Strzeleckim (107 Dywizji Piechoty).
20 maja 1945 banderowcy wykonujący wyrok Ukraińskiej Narodowej Samoobrony powiesili Homyka Wasyla—narodowości ukraińskiej za nieposłuszeństwo wobec UPA. W 1946 wieś została zniszczona, mieszkańcy wysiedleni do ZSRR, a pola zmieniły się w nieużytki. Po wojnie teren doliny był okresowo wykorzystywany do wypasu bydła przez PGR i zakład karny z pobliskiego Moszczańca.
W 1992 na Polanach Surowicznych odbył się zlot Rainbow Family, w którym uczestniczyło ponad dwa tysiące członków i sympatyków Tęczowej Rodziny z całego świata.

## Pozostałości po dawnej wsi
Jedynymi śladami po wsi jest zdewastowana (obecnie remontowana) murowana dwukondygnacyjna dzwonnica z 1730 r., fundamenty cerkwi (z 1728 r.), kilka nagrobków na dawnym cmentarzu (w tym nagrobek młodego lekarza lwowskiego, zmarłego podczas epidemii w 1873), ruiny kapliczki, zdziczałe sady i w wielu miejscach resztki kamiennych piwnic oraz studni.
W 1981, w budynku wydzierżawionym od PGR, studenci z NZS Wydziału Elektrycznego Politechniki Warszawskiej założyli chatkę studencką Chałupa Elektryków, po likwidacji NZS prowadzoną przez Klub Turystyczny Elektryków "STYKI" przy Wydziale Elektrycznym PW, a obecnie przez Stowarzyszenie Klub Turystyczny Elektryków "Styki". Chałupa jest otwarta dla turystów stale od końca czerwca do końca sierpnia, a niekiedy w innych terminach urlopowych.
W pobliżu znajdował się drugi bliźniaczy budynek (w którym Chałupa Elektryków mieściła się krótko, na początku swojej działalności, przed przeniesieniem w obecne miejsce), wykorzystywany przy okazji letniego wypasu bydła z Zakładu Doświadczalnego Instytutu Zootechniki w Odrzechowej (spalił się dwukrotnie w ostatnich latach: 10 czerwca 2005 i po odbudowie jako Ranczo "Karolina" ponownie 13 maja 2008 - prawdopodobnie w wyniku podpalenia).